# NGC 6412
NGC 6412 är en stavgalax i stjärnbilden Draken. Den upptäcktes den 12 december 1797 av William Herschel. 